# Mistrovství Evropy v biatlonu 2022
Mistrovství Evropy v biatlonu 2022 probíhalo mezi 24. a 30. lednem 2022 v německém Velkém Javoru (Arber) jako vrcholná akce sezóny IBU Cupu 2021/2022 a po olympijských hrách jako druhá nejvýznamnější biatlonová akce tohoto ročníku.

## Česká účast
Do úvodního vytrvalostního závodu mužů startoval jediný český zástupce – Vítězslav Hornig. Mezi ženami pak závodily Natálie Jurčová, Klára Lejsek a Eliška Teplá, které ve sprintu doplnila ještě Tereza Vinklárková. K mužskému týmu se od pátku připojil také Tomáš Mikyska, který předcházejí týden startoval na Mistrovství Evropy juniorů.
Nejlepším českým výsledkem byla 13. místa Vítězslav Horniga ve vytrvalostním závodě a ve stíhacím závodu, mezi ženami pak 31. pozice Elišky Teplé ve sprintu. Ve smíšené štafetě skončil český tým na 13. místě, v závodu smíšených dvojic nestartoval.

## Program
Na programu mistrovství bylo 5 disciplín. Muži i ženy absolvovali sprinty, stíhací závody a vytrvalostní závody. Společně také jeli závody smíšených štafet a smíšených dvojic.
| Den | Datum     | Začátek (SEČ) | Disciplína                | Počet závodníků |
| --- | --------- | ------------- | ------------------------- | --------------- |
| St  | 26. ledna | 10:15         | Vytrvalostní závod (muži) | 115             |
| St  | 26. ledna | 14:00         | Vytrvalostní závod (ženy) | 96              |
| Pá  | 28. ledna | 10:30         | Sprint (muži)             | 120             |
| Pá  | 28. ledna | 14:00         | Sprint (ženy)             | 106             |
| So  | 29. ledna | 10:30         | Stíhací závod (muži)      | 59              |
| So  | 29. ledna | 13:00         | Stíhací závod (ženy)      | 55              |
| Ne  | 30. ledna | 10:30         | Smíšená štafeta           | 23              |
| Ne  | 30. ledna | 13:30         | Smíšený závod dvojic      | 21              |

## Medailisté

### Muži
| Disciplína                 | Zlato                 | Výkon             | Stříbro        | Výkon             | Bronz            | Výkon             |
| Vytrvalostní závod (20 km) | Sverre Dahlen Aspenes | 51:32,1 (0+0+0+0) | Anton Babikov  | 51:43,7 (0+0+0+0) | Matthias Dorfer  | 52:41,0 (0+0+0+0) |
| Sprint (10 km)             | Erlend Bjøntegaard    | 26:39,4 (0+0)     | Nikita Poršněv | 27:00,0 (0+0)     | Lucas Fratzscher | 27:02,3 (0+1)     |
| Stíhací závod (12,5 km)    | Sverre Dahlen Aspenes | 34:02,1 (1+0+1+1) | Petr Paščenko  | 34:40,2 (1+2+0+2) | Lucas Fratzscher | 34:55,1 (1+1+4+0) |

### Ženy
| Disciplína                 | Zlato                    | Výkon             | Stříbro                 | Výkon             | Bronz               | Výkon             |
| Vytrvalostní závod (15 km) | Jevgenija Burtasovová    | 44:22,9 (0+0+0+0) | Alina Stremousová       | 44:35,0 (1+0+0+0) | Natalja Gerbulovová | 44:39,3 (0+0+0+0) |
| Sprint (7,5 km)            | Ragnhild Femsteineviková | 21:52,7 (0+0)     | Franziska Hildebrandová | 21:56,4 (0+0)     | Janina Hettichová   | 22:18,6 (0+1)     |
| Stíhací závod (10 km)      | Alina Stremousová        | 30:39,2 (0+1+2+1) | Janina Hettichová       | 30:56,9 (0+1+1+3) | Jenny Enoddová      | 31:06,0 (0+0+2+2) |

### Smíšené štafety
| Disciplína                            | Zlato                                                                          | Výkon                                                     | Stříbro                                                                    | Výkon                                                     | Bronz                                                                     | Výkon                                                     |
| Smíšená štafeta (4×7,5 km)            | NorskoErlend Bjøntegaard Johannes Dale Jenny Enoddová Ragnhild Femsteineviková | 1:17:44,9 (0+0) (0+0) (1+3) (0+1) (0+0) (1+3) (0+3) (0+1) | NěmeckoLucas Fratzscher Philipp Horn Janina Hettichová Sophia Schneiderová | 1:18:03,5 (0+2) (1+3) (0+2) (0+1) (0+0) (1+3) (0+0) (0+2) | ŠvýcarskoSerafin Wiestner Martin Jäger Elisa Gasparinová Aita Gasparinová | 1:22:38,6 (0+2) (3+3) (1+3) (0+3) (0+0) (0+3) (0+1) (1+3) |
| Smíšený závod dvojic (2×6 + 2×7,5 km) | RuskoAnton Babikov Jevgenija Burtasovová                                       | 39:10:5 (0+3) (1+3) (0+0) (0+0) (0+0) (0+1) (0+0) (0+0)   | FrancieÉmilien Claude Lou Jeanmonnotová                                    | 40:11:9 (0+0) (3+3) (0+1) (0+1) (1+3) (0+0) (0+1) (0+1)   | NěmeckoJustus Strelow Franziska Hildebrandová                             | 40:44:6 (0+2) (3+3) (0+2) (0+2) (0+0) (0+1)               |

## Medailové pořadí

### Medailové pořadí zemí
| Pořadí | Země      | Zlato | Stříbro | Bronz | Celkově |
| ------ | --------- | ----- | ------- | ----- | ------- |
| 1.     | Norsko    | 5     | 0       | 1     | 6       |
| 2.     | Rusko     | 1     | 3       | 1     | 5       |
| 3.     | Moldavsko | 1     | 1       | 0     | 2       |
| 4.     | Německo   | 0     | 3       | 4     | 7       |
| 5.     | Švýcarsko | 0     | 0       | 1     | 1       |
|        | Celkem    | 7     | 7       | 7     | 21      |